# Dubrava Zabočka
 Dubrava Zabočka  falu Horvátországban Krapina-Zagorje megyében. Közigazgatásilag Zabokhoz  tartozik.

## Fekvése
Zágrábtól 24 km-re északra, községközpontjától  4 km-re keletre Horvát Zagorje és a megye déli részén fekszik. 

## Története
Területe a középkorban a zaboki birtok része volt. Zabok birtokként 1335-ben szerepel először írott forrásban Károly Róbert király adománylevelében, melyben megparancsolja Mikcs bánnak,  hogy a Zabok nevű birtokot Nuzlin fia Péternek adja át, mivel annak korábbi Sámson nevű birtokosa utódok nélkül halt meg. Az adományt 1345-ben Lajos király is megerősítette és utódaik a 15. századtól a birtok neve után a Zaboky nevet vették fel. Az utódok közötti felosztások során később a birtok újabb kisebb részekre osztódott. A településnek 1857-ben 243, 1910-ben 438 lakosa volt. Trianonig Varasd vármegye Klanjeci járásához tartozott. A településnek  2001-ben 595 lakosa volt. 

## Kultúra
A Zagorska-házban népművészeti gyűjtemény tekinthető meg.

## Sport
- A falu labdarúgóklubja a „Rudar Dubrava”
- Sporthorgász egyesülete a „Linjak”.

## Külső hivatkozások
- Zabok hivatalos oldala
- A zaboki Szent Ilona plébánia honlapja